# Crawfish Interactive
Crawfish Interactive était un studio de développement de jeux vidéo fondé en 1997 et était basée à Croydon au Royaume-Uni. Elle a été vendue à Interplay Entertainment en 2002

## Ludographie
- 2000 : Street Fighter Alpha sur Game Boy Color
- 2000 : Cruis'n Exotica sur Game Boy Color
- 2000 : Driver sur Game Boy Color
- 2000 : X-Men: Mutant Academy sur Game Boy Color
- 2001 : Ecks vs. Sever sur Game Boy Advance
- 2001 : L'Île Lego 2 : La Revanche de Casbrick sur Game Boy Color
- 2001 : Razor Freestyle Scooter sur Game Boy Color
- 2001 : Ready 2 Rumble Boxing: Round 2 sur Game Boy Advance
- 2001 : Robot Wars: Advanced Destruction sur Game Boy Advance
- 2002 : NASCAR Heat 2002 sur Game Boy Advance
- 2002 : Street Fighter Alpha 3 sur Game Boy Advance
- 2002 : La Somme de toutes les peurs sur Game Boy Advance
- 2003 : Grand Theft Auto III sur Game Boy Advance, annulé
- 2003 : Gods sur Game Boy Advance, annulé